# Antonio Zieger
Antonio Zieger (Trento, 23 novembre 1892 – Trento, 20 febbraio 1984) è stato un letterato e storico italiano principalmente noto per i suoi studi sul Risorgimento e la massoneria in Trentino.